# Merle Frohms
Merle Frohms, née le 28 janvier 1995 à Celle est une footballeuse internationale allemande. Elle évolue actuellement au VfL Wolfsburg.

## Carrière
Merle Frohms a joué avec des garçons pour Fortuna Celle jusqu'en 2011 et a été recrutée par le VfL Wolfsburg à la fin de l'année 2010. Pendant sa première saison, elle faisait partie de la deuxième équipe mais n'était pas mobilisée. Le 9 décembre 2012, elle a fait ses débuts dans une victoire 3-0 contre le FSV Gütersloh 2009, dans son seul match de la saison 2012-2013. La saison suivante, elle est transférée dans la deuxième équipe, et dispute seize matches en Championnat d'Allemagne féminin de football D2. L’équipe finit cette année-là à la troisième place. 
La saison 2014-2015 a initialement vu son contrat prolongé de deux ans avec Ralf Kellermann, qui lui trouve un grand talent de gardienne. Au cours de cette saison, elle dispute trois autres matchs avec le club principal, dont une apparition en Ligue des champions contre le Paris Saint-Germain. Elle est remplaçante lors des deux victoires du club dans la DFB-Pokal Frauen en 2014-2015 et 2015-2016. 
Après deux autres années au sein de l'équipe, elle a rejoint le SC Freiburg, où elle a disputé 18 matches la première saison. 
Le 21 juillet 2020, elle s'engage pour trois saisons à partir de l'été 2020 en faveur de Eintracht Francfort.

### Carrière internationale
La première participation de Frohms à un tournoi international a été la phase finale du Championnat d'Europe féminin des moins de 17 ans lors de l'UEFA 2012, où elle est la gardienne principale en demi-finale contre le Danemark. Elle arrête les penaltys de Chloé Froment et Ghoutia Karchouni en finale pour donner à l'Allemagne le titre des moins de 17 ans. L'équipe gagne également une place dans la Coupe du monde de football des moins de 17 ans. Plus tard cette année-là, elle est choisie comme principale gardienne de but pour l'Allemagne lors de la Coupe du monde féminine de football des moins de 17 ans 2012, où elle dispute les six matchs, l'équipe nationale terminant à la quatrième place.

## Honneurs

### International
- Coupe du Monde Féminine U-20 de la FIFA : Vainqueur 2014
- Championnat d'Europe féminin des moins de 17 ans de l'UEFA : Vainqueur 2012

- Équipe du Allemagne
  - Championnat d'Europe
    - Finaliste : 2022

### Club

#### VfL Wolfsburg
- Ligue des champions féminine de l'UEFA : Vainqueur 2012-13, 2013-14
- Bundesliga : Vainqueur 2012-13, 2013-2014, 2016-17, 2017-2018
- DFB Pokal : Vainqueur 2013, 2015, 2016, 2017, 2017-2018 et 2223